# Elena Frolova
Pour les articles homonymes, voir Frolov.
Elena Borisovna Frolova (russe : Елена Борисовна Фролова) est une compositrice, poétesse et interprète russe (d'origine russe de Lettonie), née en 1969 à Riga.

## Parcours

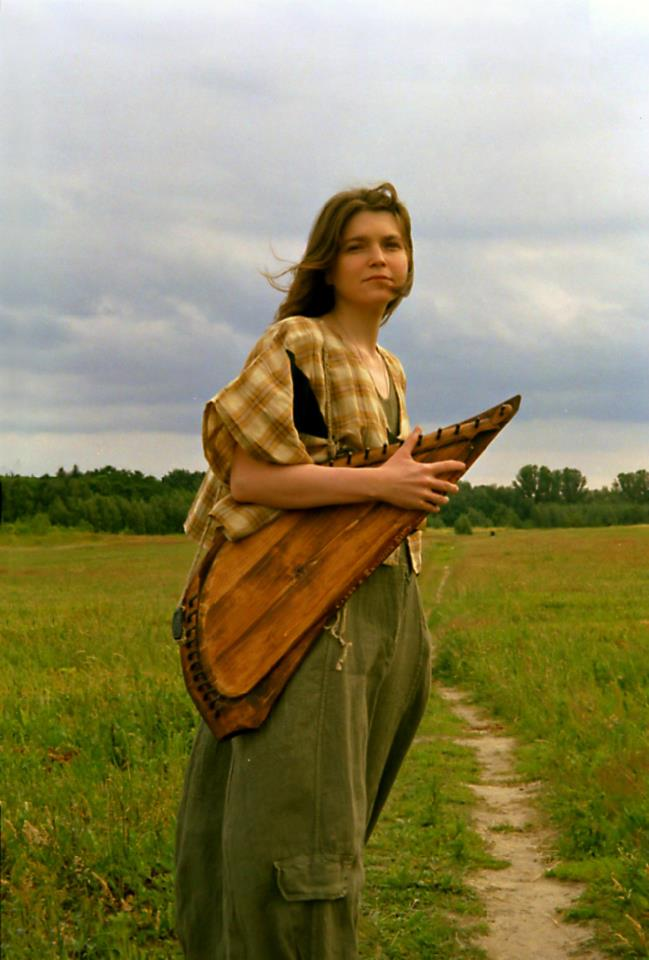
La compositrice et interprète russe de nationalité lettone Elena Frolova, avec son Gousli.

Elle a été primée et remarquée dès 1988 au festival national soviétique de Talinn. Invitée quelques années plus tard  à Moscou par Elena Kambourova, au Théâtre de musique et de poésie de Moscou, cette compositrice et interprète de nationalité lettone initialement mais issue d'une famille d'origine russe, s'installe en Russsie et tourne dans ce pays : en 1995, elle quitte Riga pour Souzdal. Elle donne aussi des concerts à Paris, à Mexico, etc., et en 2008, est l'artiste résidente du festival des arts de Naxos, en Grèce.
Elle incarne par ses musiques et ses chansons la tradition slave romantique. Elle a  produit une trentaine d'albums et composés des centaines de chansons, tout en interprétant aussi des œuvres de différents poètes. 
Dans son album Miroir par exemple, elle interprète des textes de grands poètes russes (Marina Tsvetaïeva, Anna Akhmatova, Joseph Brodsky, Leonid Goubanov, Serge Essenine, Michel Kouzmine, Anna Barkova, Sophia Parnok) aussi bien que des chants religieux traditionnels et des compositions personnelles. Dans Dorojenka, elle chante  des chansons populaires de bardes, a cappella ou en s'accompagnant de gousli.

## Discographie (extrait)
- 1997 - Небо Любит Тебя
- 2003 - Miroir (Zerkalo), Ed. L'Empreinte digitale
- 2003 - Dorojenka, (chants traditionnels et religieux, a cappella ou avec accompagnement de gousli), Asia Plus / Crown Roots
- 2005 - Elena Frolova chante Marina Tsvetaïeva, Ed. L'Empreinte digitale
- 2008 — El Sol De La Tarde